# Conducto de Luschka
El conducto de Luschka es un conducto biliar que comunica el hígado con la vesícula biliar o el conducto cístico. Se llama así por su descubridor Hubert von Luschka.
En la literatura quirúrgica, el término conducto de Luschka se utiliza para referirse a un conducto biliar accesorio. Son pequeños conductos que entran claramente en el lecho de la vesícula biliar, o pequeños afluentes de radicales intrahepáticos menores del sistema ductal hepático derecho. Originándose en el parénquima hepático, el conducto biliar accesorio puede entrar en un conducto biliar grande o en la vesícula biliar en cualquier localización. En raras ocasiones se encuentra conectado directamente al tracto gastrointentinal. No siempre drenan bilis y a veces pueden tener extremos distales ciegos. Un estudio mostró que se originaban en el parénquima hepático del subsegmento dorsal inferior anterior derecho o en el tejido conjuntivo del lecho de la vesícula biliar. El estudio mostró que las conexiones distales terminaban en la rama dorsal inferior anterior derecha hepática, la rama anterior derecha hepática, el conducto hepático derecho o el conducto hepático común.
El término conducto de Luschka es ambiguo, ya que puede referirse a conductos supravesiculares o subvesiculares. Los conductos supravesiculares suelen estar en el lecho de la vesícula biliar. Una revisión de 2012 sugirió que el término conducto de Luschka debería abandonarse debido a esta ambigüedad y sustituirse por el término más específico conducto biliar subvesical. Además, el origen exacto y las localizaciones de drenaje del conducto o conductos en cuestión variaban mucho de un paciente a otro.

De 116 artículos, 54 proporcionaban información anatómica detallada que identificaba 238 conductos subvesicales, la mayoría de los cuales representaban conductos accesorios. El origen y el drenaje de estos conductos se limitaban principalmente al lóbulo derecho del hígado, pero se observaron grandes variaciones.
— -Schnelldorfer et al.,

## Importancia clínica
Aunque puede que no drenen parénquima hepático, pueden ser una fuente de fuga biliar o peritonitis biliar tras una colecistectomía, tanto en adultos como en niños. Si un conducto biliar accesorio pasa desapercibido en el momento de la extirpación de la vesícula biliar, a los 5-7 días del postoperatorio el paciente desarrollará una peritonitis biliar, una complicación fácilmente tratable con una tasa de morbilidad del 44% si no se trata.
A menudo diagnosticada mediante gammagrafía HIDA, una fuga biliar de un conducto biliar accesorio en el postoperatorio puede tratarse con una endoprótesis biliar temporal para redirigir la bilis del hígado al intestino y permitir que el conducto accesorio se selle espontáneamente o mediante un drenaje guiado por radiología.